# Đội tuyển Davis Cup Panama
Đội tuyển Davis Cup Panama đại diện Panama ở giải đấu quần vợt Davis Cup và được quản lý bởi Liên đoàn Quần vợt Panama.
Panama hiện tại thi đấu ở Nhóm III khu vực châu Mỹ.  Họ có 2 lần về đích thứ 3 Nhóm III.

## Lịch sử
Panama lần đầu tiên tham gia Davis Cup vào năm 1996.

## Đội hình hiện tại
- Brendan Cockburn
- Alejandro Javier Arrue Martiz
- Alejandro Benitez
- Daniel Malca